# Osobno računalo
Osobno računalo (eng. personal computer, PC) računalo je opće namjene koje je po fizičkoj veličini, mogućnostima i cijeni pogodno za osobnu uporabu te kojim upravlja izravno krajnji korisnik bez pomoći računalnog operatera, za razliku od središnjeg računala i poslužitelja koje istovremeno može rabiti više krajnjih korisnika ali zahtijevaju podršku dodatnog stručnog osoblja.
S obzirom na prikladnost za prenošenje osobno računalo može biti stolno (eng. desktop computer), koje nije prikladno za prenošenje, ili prijenosno, kojeg korisnik može lako prenositi ili čak koristiti u pokretu.
Danas su osobna računala u masovnoj uporabi širom svijeta i na njima se najčešće koriste računalni programi za obradu teksta i slika, tablične kalkulacije, baze podataka, pregled web-stranica, e-poštu, audio-vizualnu komunikaciju, reproduciranje digitalnih multimedijskih sadržaja te za igranje. Na raspolaganju je i mnoštvo programa za razne druge specijalne namjene. Današnja osobna računala redovito imaju mogućnost spajanja u lokalnu računalnu mrežu i na Internet.

## Povijest
Osobna računala pojavila su se 1970-ih godina a među prvim proizvođačima bile su tvrtke Apple, Hewlett-Packard i IBM. Veće širenje osobnih računala počelo je s pojavom računala IBM PC (model 5150) koje je izašlo 12. kolovoza 1981. godine, a cijenom je bilo prikladno i za poslovnu i za kućnu uporabu u ekonomski razvijenim državama. Među popularnim kućnim osobnim računalima s početka 1980-ih bila su i sljedeća: Atari ST, Commodore 64/Amiga, ZX 80/ZX 81, ZX Spectrum.
Zahvaljujući hardverskoj arhitekturi koja je omogućavala nadograđivanje računala komponentama drugih proizvođača, računala IBM PC i njima kompatibilna drugih proizvođača (tzv. klonovi) postigla su dominaciju na tržištu, dok im je jedini konkurent ostao Apple Macintosh. Ova računala zasnivala su se na procesorima tvrtke Intel a kao operacijski sustav korišten je prvo MS-DOS a zatim Microsoft Windows. Od 1991. kada se pojavio Linux, na osobnim računalima se također koriste sustavi sastavljeni od slobodnog softvera.
Xerox Star 8010 kompjuterski sustav među prvima je sadržavao sastavne dijelove koji su danas prihvaćeni kao standard.

## Usporedi
- središnje računalo
- mrežno računalo
- prijenosno računalo, prijenosnik
- dlanovnik